# サマリタン
『サマリタン』（原題: Samaritan）は、ブラギ・F・シャットが脚本、ジュリアス・エイヴァリーが監督を務めた、2022年製作のアメリカ合衆国のスーパーヒーロー映画。シルヴェスター・スタローン、ジャヴォン・“ワナ”・ウォルトンが主演。シャット、Marc Olivent、Renzo Podestaが描いたMythosComicsのグラフィックノベルがベースになっている。
2022年8月26日より、アメリカ・日本をはじめ240を超える国と地域におけるAmazon Prime Videoで独占配信公開された。

## あらすじ
グラニット・シティの双子のスーパーヒーローである善のサマリタンと悪のネメシスは対立する。ネメシスはサマリタンをも倒せるハンマーを鍛える。二人は発電所で戦いその爆発でともに死んだと思われている。だが人々はサマリタンがまだ生きていると信じる。
25年後、13歳のサムは母ティファニーと貧しい暮らしをする。サムはギャングのレザの仕事をするもうまく行かず、リンチを受けそうになる。レザのボスのサイラスはサムを気に入って助ける。レザは再びサムを襲うも、近所に住むごみ収集人の老人ジョー・スミスが超人的な力を発揮して救う。サムはジョーがサマリタンではないかと疑う。サイラスはネメシスのハンマーを手に入れ、自分が新しいネメシスだと宣言する。挑発された暴徒が街を襲う。レザが仕返しにジョーを車で轢き、重傷を負わせるも、ジョーは高熱を発しながら治癒し、さらに冷却することで回復する。サムはジョーと親しくなる。サイラスはサムをギャングの仲間に引き入れる。
ジョーがサイラスの仲間から少女を救ったことから、サマリタンが生きているという噂が広がる。サイラスはジョーがサマリタンであることとサムとの関係を知り、サムを誘拐してジョーをおびき出す。ジョーはサムを救うためにサイラスの仲間たちと戦う。ジョーが実はネメシスであり、双子の兄弟に影響されて改心していたことが分かる。ジョーはサイラスと仲間たちを倒す。過熱したジョーはサムに救われ、サムとともに燃える建物の壁を飛び破って逃げる。サムはマスコミにサマリタンが生きていると語る。

## キャスト
※括弧内は日本語吹替。
- ジョー・スミス / サマリタン / ネメシス - シルヴェスター・スタローン（玄田哲章）
- サム・クレアリー - ジャヴォン・“ワナ”・ウォルトン（英語版）（山本和臣）
- アルバート・キャスラー - マーティン・スター（三瓶雄樹）
- レザ - モイセス・アリアス（白石兼斗）
- ティファニー・クレアリー - ダーシャ・ポランコ（東内マリ子）
- サイラス - ピルウ・アスベック（英語版）（野沢聡）
- ファルシャッド - ジャレッド・オドリック（英語版）（赤坂柾之）

## 公開
『サマリタン』は、2020年11月20日→2020年12月11日→2021年6月4日と何度か公開日の延期を繰り返した。
最終的に2022年8月26日に公開された。

## 評価
レビュー・アグリゲーターのRotten Tomatoesでは112件のレビューで支持率は39%、平均点は5.00/10となった。Metacriticでは28件のレビューを基に加重平均値が45/100となった。